# Oncești, Dâmbovița
Oncești este un sat în comuna Voinești din județul Dâmbovița, Muntenia, România. Satul se află pe malul drept (vestic) al râului Dâmbovița, în partea de nord a comunei, pe malul opus față de satul Gemenea-Brătulești al aceleiași comune, de care este despărțită de un pod peste Dâmbovița, pod peste care trece șoseaua națională DN72A, în zona kilometrului 35.